# Жиганов, Владимир Данилович
Владимир Данилович Жига́нов (1 февраля 1896, Хабаровск — 16 октября 1978, Австралия) — русский литератор и издатель.

## Биография
Родился в семье бывшего старшего унтер-офицера охотничьей команды и служащего Уссурийской железной дороги. В 1914 году ушёл добровольцем на Первую мировую войну, штабс-капитан, командир роты «батальона смерти». С 1919 года в белой армии.
Весной 1922 года уехал на заработки на Камчатку, где устроил первую забастовку на Дальнем Востоке. В 1925 году арестован. Бежал с борта парохода, стоявшего в Японии. Жил в Шанхае с 1925 года. Автор-составитель известного альбома «Русские в Шанхае». С 1936 года представитель Российского зарубежного исторического архива в Чехословакии. Эмигрировал в Австралию, где издавал журнал «Картины прошлого». Хотел выпустить в свет 2-е издание «Русские в Шанхае», но не успел.

## Публикации
- Жиганов В. Д. Русские в Шанхае: альбом / Подгот. изд. и предисл. В. П. Леонова и Ю. В. Шестакова; вступ. ст. Н. П. Рождественской. — СПб.: БАН; Альфарет, 2008. — 300 с.